# 坂本龍之輔
坂本 龍之輔（さかもと りゅうのすけ、明治3年7月23日（1870年8月19日） - 昭和17年（1942年）3月26日）は、日本の教育者。
明治期に上野下谷に日本で初めて設けられた貧民学校の校長を務め、その教育実践が、かつての教え子であった添田知道の『小説 教育者』として作品化されて、大正、昭和期に教育者の範として知られた。

## 生涯
神奈川県西多摩郡西秋留村（現在の東京都あきる野市牛沼）に、坂本源吾之輔、あきの五人兄弟の三男として生まれる。神奈川師範学校（現・横浜国立大学教育人間科学部）に学び、初赴任は、西多摩郡古里村の習文尋常小学校（現・西多摩郡、奥多摩町立古里小学校）だった。その後、神奈川県下で、町田村の日新尋常小学校（現・町田市立町田第一小学校）、大和市の渋谷高等尋常小学校（現・大和市立渋谷小学校）、町田村の開矇(かいもう)高等尋常小学校（現・町田市立南第一小学校）の校長を歴任。
その後、1900年に、東京市下谷区の練塀尋常高等小学校に赴任、その後の2年間に東京高師附属小学校（現・筑波大学附属小学校）、麹町尋常高等小学校を歴任し、1902年、上野下谷に万年尋常小学校が、当時東京の最貧民層の人たちが居住していた下谷の貧困のために就学できないままでいた子どもたちを対象にした学校として開校、その校長となった。
以後、18年間、坂本は1921年、健康上の理由で職を辞すまで、万年尋常小学校の校長を務めた。この教育実践は、単に貧困家庭の子どもたちに教育を与えるだけに留まらず、学校内に、浴室、理容室、雨天体操場、診療治療室、保育誘導室などを設けたり、「特別手工科」と名付けた子どもに「稼ぎ」をさせながら同時に「働くこと」を学ばせる教育（男の子は楽焼の玩具、女の子はレース編みなど)、郊外学習(弁当を支給して、遠足や運動会までも兼ねたもの）、花園・動物飼育・標本を豊富にそろえて実物教授、あるいは直感教授の導入、「風紀団」と称して教職員による校外指導や家庭訪問の重視するなどの当時の教育の水準から見ても、先進的な実践を行った。また、この学校とは別に、弟妹の子守のために学校に来られない子どもたちのための子守学校、既に年長で学校に行けなかった青年たちのための特殊夜間部などの活動も行った。

## 『小説 教育者』
添田知道は、坂本の万年尋常小学校での教え子で、晩年病床についていた坂本の元を訪ね、聞き書きをもとに小説として再構成したもので、1942年から1948年にかけて四部構成で刊行された。長谷川伸や吉川英治、大仏次郎らに激賞され、教育小説として持て囃された。ただし、小説の中の坂本が、すべて現実の坂本龍之輔そのものではなかったようで、小説執筆の時代の大正自由主義教育や玉川学園創立者の小原國芳など、当時の教育の流行が影響を及ぼし、ある程度の脚色がある。

## 後世への影響
万年尋常小学校で坂本と共に働いた守屋東は、その後婦人運動などに参加し、禁酒運動や廃娼運動にも携わるなど社会事業や教育事業に尽力したことでも記憶されている。
- 『近代日本の教育を育てた人びと』下　東洋館出版社 1965年
- 浜田陽太郎、石川松太郎編『近代日本教育の記録』上下 日本放送出版協会 1978年
- 唐澤富太郎編の『図説　教育人物事典』上中下　1984年

以上3冊には、いずれも坂本龍之輔の記事がある。
また万年小学校の跡地に建てられた台東区北上野の台東区立駒形中学校の道を挟んで飛び地になった運動場の片隅には、かつての教え子たちの手により、坂本龍之輔の胸像が建てられている。